# The Power of Failing
The Power of Failing (рус. Сила неудачи) — дебютный студийный альбом американской эмо-группы Mineral, выпущенный 28 января 1997 года на инди-лейбле Crank!. 
Альбом был издан в форматах винил и CD, и с тех пор был признан как самый влиятельный альбом эмо-движения 1990-х годов. Несмотря на свой статус культового, в начале своего творческого пути группа добилась лишь скромного успеха.

## Концепция и темы
Тексты песен альбома были охарактеризованы как «трогательные».

## Композиция и стиль
В музыкальном плане The Power of Failing дополняет звучание, созданное Sunny Day Real Estate. В нём присутствуют элементы шугейза. По словам Райана Де Фрейтаса из Kerrang!, «Mineral намекает на возможный следующий шаг в эволюции эмо, побуждая окружающих попробовать переосмыслить концепцию». 

## Художественное оформление
Обложка альбома выполнена шрифтом Graphite Std. Райан Де Фрейтас из Kerrang! назвал её «возможно, худшей обложкой альбома всех времён».

## Отзывы критиков
| Оценки критиков                   | Оценки критиков |
| Источник                          | Оценка          |
| --------------------------------- | --------------- |
| AllMusic                          | [ 10 ]          |
| The Encyclopedia of Popular Music | [ 11 ]          |
| Kerrang!                          | [ 12 ]          |
| Pitchfork Media                   | 8.5/10          |
| Punknews                          | [ 14 ]          |

Альбом The Power of Failing получил высокую оценку за свои песни и честную лирику. В своей статье на AllMusic критик Блейк Батлер заявляет, что этот альбом является «стопроцентным альбомом от одной из самых известных и почитаемых эмо-рок-групп 90-х», заявив, что «хотя структура довольно проста в большинстве случаев, это является сутью музыки, которая переполняет». Брэндон Стосуи из Pitchfork Media сказал, что «часть того, что делает The Power of Failing, классика заключается в том, что её сырое чувство и исполнение соответствуют его эмоциям». В 2024 году Райан Де Фрейтас из Kerrang! назвал альбом «абсолютно необходимым для прослушивания». Гринвальд называет «If I Could» «высшим выражением эмо-музыки середины девяностых. Краткий конспект песни — „она прекрасна, я слаб, глуп и застенчив; Я одинок, но удивительно поэтичен, когда остаюсь один“ — суммирует всё, чем восхищались приверженцы эмо и ненавидели его недоброжелатели». 
Пол Трэверс из Kerrang! был менее позитивен, раскритиковав медлительность «Slower» и «Dolorossa» и сравнив звучание группы в стиле «альтернативно-нойз-рок» Idlewild.

### Влияние
Альбом The Power of Failing был признан одним из знаковых эмо-альбомов 1990-х годов. Альбом вошёл в список «20 эмо-альбомов, которые решительно остановившие испытание временем» (англ. 20 Emo Albums That Have Resolutely Stood The Test Of Time) согласно NME. Американский музыкальный журнал Rolling Stone включил альбом в список «40 величайших эмо-альбомов всех времён», в котором The Power of Failing занял 17 место. Так же песня «Gloria» появилась в списке лучших эмо-песен от Vulture. Эдди Сепеда прокомментировал, что в ретроспективной задумке, «альбом The Power of Failing группы Mineral перетащил альтернативный рок в более эмоционально уязвимую сторону», а также что «такие группы, как Death Cab for Cutie и Pinback должны быть благодарны Mineral за большую часть их звучания».

## Список композиций
Все тексты написаны Крисом Симпсоном, вся музыка написана группой Mineral.
| №                   | Название               | Длительность |
| ------------------- | ---------------------- | ------------ |
| 1.                  | «Five, Eight and Ten»  | 5:26         |
| 2.                  | «Gloria»               | 3:42         |
| 3.                  | «Slower»               | 5:47         |
| 4.                  | «Dolorosa»             | 5:10         |
| 5.                  | «80-37»                | 4:33         |
| 6.                  | «If I Could»           | 5:59         |
| 7.                  | «July»                 | 4:24         |
| 8.                  | «Silver»               | 6:56         |
| 9.                  | «Take the Picture Now» | 3:16         |
| 10.                 | «Parking Lot»          | 3:52         |
| Общая длительность: | Общая длительность:    | 49:01        |

- Примечания: Песни «80-37» и «Take the Picture Now» не входят в оригинальное издание на виниле.

## Участники записи
| Mineral - Крис Симпсон — вокал, гитара - Скотт Маккэрвер — гитара - Джереми Гомез — бас-гитара - Гэбриел Уайли — барабаны | Производственный персонал - Андрэ Цвайерс — ассистент аудиоинженера - Пол Дрейк — фотограф - Джуди Киршнер — ассистент аудиоинженера - Кевин Ривз — мастеринг |